# Fernando Pacheco
Artikeln följer den spanska namnseden; faderns efternamn är Pacheco och moderns efternamn Flores.
Fernando Pacheco Flores, född 18 maj 1992, är en spansk fotbollsmålvakt som spelar för Espanyol.

## Karriär
Den 31 januari 2023 värvades Pacheco av Espanyol, där han skrev på ett 3,5-årskontrakt.